# Jan Kalicki
Jan Kalicki   (Varsòvia, 28 de gener de 1922 - Comtat de Contra Costa, 25 de novembre de 1953) va ser un matemàtic polonès, emigrat al Regne Unit i als Estats Units.
Kalicki va ser escolaritzat a Varsòvia fins al 1939, quan anava a entrar a la universitat. Però el setembre de 1939, els alemanys van ocupar el país i van clausurar totes les institucions d'ensenyament superior. Tot i així, es va organitzar una universitat secreta en la qual va poder estudiar amb els matemàtics polonesos més destacats i va poder presentar una tesi de màster sota la direcció del professor Tadeusz Kotarbiński. El títol li fou conferit un cop acabada la Segona Guerra Mundial el 1945. Després de ser breument professor a les universitats de Łódź i de Varsòvia, va obtenir una beca del British Council per estudiar a la universitat de Londres, en la qual va obtenir el doctorat el 1948. Aquest mateix any va començar la seva carrera docent al Politècnic de Woolwich del qual va passar, l'any següent, a la universitat de Leeds, en la qual va començar els seus treballs sobre la teoria de les matrius lògiques, fortament influït per Mostowski.
El 1951 va marxar als Estats Units per a ser professor de la universitat de Califòrnia a Berkeley i a Davis. El novembre de 1953 va trobar la mort en un accident de trànsit quan anava en cotxe cap a Los Angeles amb Alfred Tarski i esposa i Chen Chung Chang; tots ells van resultar ilesos.
En la seva curta vida acadèmica (cinc anys) va publicar una dotzena d'articles i un altre dotzena de recensions. Van ser notables les seves aportacions a la teoria de les matrius lògiques i a la teoria dels sistemes de lògica equacional.